# Carpias triton
Carpias triton är en kräftdjursart som först beskrevs av Pires 1982.  Carpias triton ingår i släktet Carpias och familjen Janiridae.
Artens utbredningsområde är Tanzania. Inga underarter finns listade i Catalogue of Life.